# Bad Bentheim
Bad Bentheim est une ville allemande située dans de l'arrondissement du Comté de Bentheim, au sud-ouest de la Basse-Saxe, à la frontière avec les Pays-Bas et la Rhénanie-du-Nord-Westphalie.

## Histoire
| Appartenances historiques Comté de Bentheim 1228-1806 Grand-duché de Berg 1806-1811 Empire français (Lippe) 1811-1814 Royaume de Hanovre 1814-1866 Royaume de Prusse (Province de Hanovre) 1866-1918 République de Weimar 1918-1933 Reich allemand 1933-1945 Allemagne occupée 1945-1949 Allemagne 1949-présent |

Bad Bentheim était au Moyen Âge la capitale du comté de Bentheim. Les comtes régnaient depuis un puissant château fort, le château de Bentheim, qui passa, au cours du temps entre plusieurs mains (ducs de Bavière, empereurs du Saint-Empire-Romain-Germanique, comtes de Bentheim, comtes de Hollande…) et connu plusieurs guerres. En 1116, le premier château de Bentheim (probablement en bois) ainsi que le reste de la ville furent complètement détruits par Lothaire III, lors de la guerre qui opposait cet empereur à Henri V. L'Annalista Saxo cite alors : « Lothaire assiège Binithem [ancien nom de Bentheim], une belle ville forte, brûlée après avoir été conquise ».
La ville sera par la suite reconstruite par le beau-frère de Lothaire, Otto von Salm.

## Quartiers
- Holt und Haar